# Lennart Hartmann
John Lennart Hartmann, född 15 juli 1908 i Rogberga församling i Jönköpings län, död 6 februari 1957 i Uppsala, var en svensk tidningsman och politiker (folkpartist).
Som student vid Uppsala universitet, där han blev filosofie licentiat 1935, engagerade han sig i kårlivet och var förste kurator i Smålands nation 1931–1933, studentföreningen Verdandis ordförande från 1933 samt Uppsala studentkårs ordförande 1938–1939. Som kårordförande och verdandist var han bland annat engagerad för en flyktingvänlig linje vid det så kallade Bollhusmötet.
Lennart Hartmann var förbundsordförande i Folkpartiets ungdomsförbund mellan 1939 och 1945, ledamot i Stockholms stadsfullmäktige 1946–1950 samt den förste ordföranden för Liberala studieförbundet. Åren 1950–1957 var han chefredaktör för Upsala Nya Tidning.